# XL Center
El XL Center, anteriormente conocido como el Hartford Civic Center, es un complejo deportivo y de convenciones localizado en Hartford, Connecticut, Estados Unidos. Es propiedad de la ciudad de Hartford y controlado por Northland Investment Corporation / Anschutz Entertainment Group bajo el contrato con la Autoridad de Desarrollo de Connecticut (CDA). La cancha es la 28ª más grande de entre todas las canchas de universidades. Originalmente localizada adyacentemente a un centro comercial (el Civic Center Mall, demolido en 2004), fue construida en 1975 y consiste en dos partes: el Veterans Memorial Coliseum y el Exhibition Center.
Recientemente, la CDA debatió sobre quién dirigiría la cancha desde 2007-2008 hasta 2012-2013. Los aspirantes fueron:
- El antiguo dueño de los Hatford Whalers Howard Baldwin y como encargado del estadio Global Spectrum.
- Northland Investment Corp. y como encargado del estadio Anschutz Entertainment Group.
- El Madison Square Garden.

El 21 de marzo de 2007, la CDA eligió la propuesta de Northland Investment Corp./Anschutz Entertainment Group. Se acordó que Northland Investment Corp. asumiría todas las responsabilidades del edificio, pagando todas las pérdidas y quedándose con todas las ganancias.
En diciembre de 2007, los derechos del nombre del estadio se vendieron a la aseguradora XL Capital.

## Veterans Memorial Coliseum

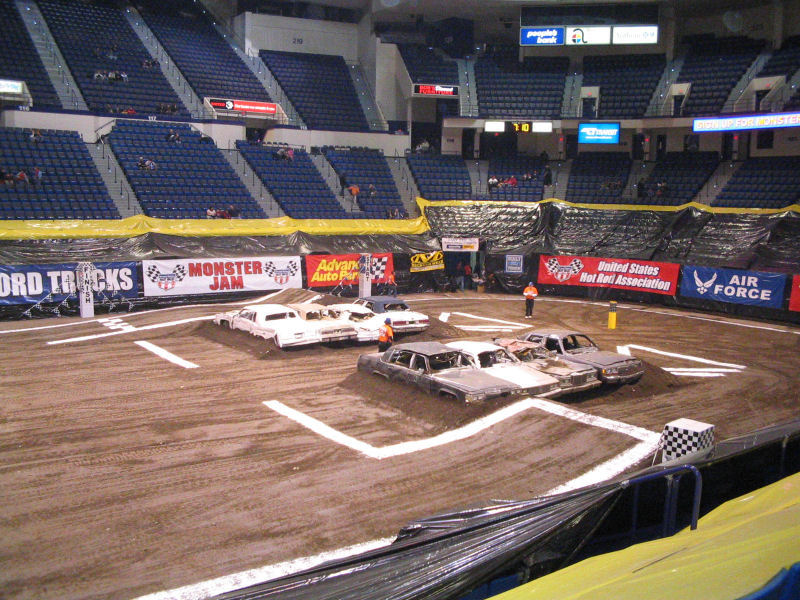
El Veteran Memorial Coliseum preparado para una Monster Jam.

El Coliseum es el estadio del equipo de hockey de la AHL Hartford Wolf Pack y también es usado por los equipos masculino y femenino de baloncesto de la Universidad de Connecticut. Fue el pabellón del equipo New England Sea Wolves, que juega en la Arena Football League. También fue la sede del equipo de la WHA y de la NHL los New England/Hartford Whalers desde 1975 hasta 1978 y desde 1980 hasta 1997, así como del equipo de la ABL New England Blizzard desde 1996 hasta 1998, y acogió algunos partidos que los Boston Celtics jugaron como locales desde 1975 hasta 1995.
El estadio tiene una capacidad de 15,635 asientos para partidos de hockey y de 16,294 para partidos de baloncesto, 16 606 para conciertos en mitad de la pista, 16,286 para conciertos en un fondo de la pista y 8,239 para conciertos en tres cuartos de pista, además de contar con 46 suites de lujo y un Coliseum Club con 310 asientos, más 2300 m² de pista, haciéndola utilizable para convenciones aparte de conciertos, circos, shows de hielo, eventos deportivos y otros eventos.
Cuando se construyó en 1975 tenía una capacidad de 10.507 asientos para hockey y sirvió como campo de los New England Whalers durante tres años. El techo se vino abajo durante una fuerte tormenta de nieve en la mañana del 18 de enero de 1978, causando serios daños a las gradas. El edificio fue reconstruido y se reabrió en 17 de enero de 1980.

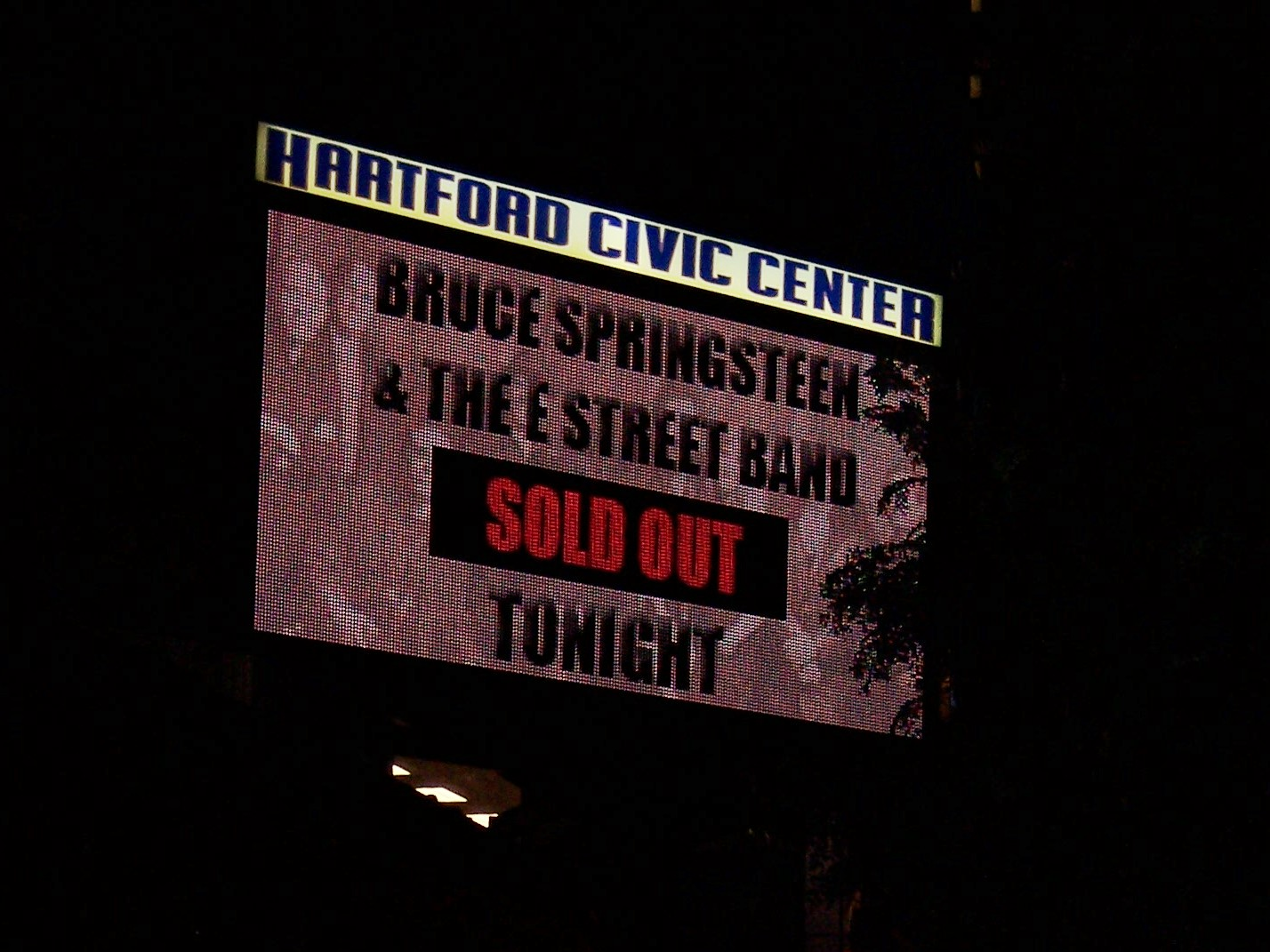
El estadio sigue siendo un buen lugar para celebrar conciertos.

En los últimos años, la cancha ha sido actualizada con un gran marcador en el centro de la misma con cuatro Sony Jumbotrons y un moderno equipo de sonido. WrestleMania XI tuvo lugar aquí, así como las Survivor Series (1990), el No Way Out del 2000 y el Vengeance de 2004. Los torneos de baloncesto masculino Big East Conference de 1982 y el America East Conference de 1988, 1989 y 1990 también se jugaron aquí. El torneo de baloncesto femenino Big East Conference tendrá lugar en el Coliseum hasta 2009, y también se jugaron aquí diversos partidos de baloncesto femenino de la NCAA. El edificio fue el lugar donde tuvo lugar el All Star de la NHL de 1986. El XL Center ha acogido diversos conciertos, entre los que se incluyen a Van Halen, U2, Elton John, Journey, The Rolling Stones, Christina Aguilera, Pink Floyd, Tina Turner, Michael Jackson o Nine Inch Nails. El Civic Center es la primera parada de la gira de 2007 de Bruce Springsteen Magic Tour. También ha sido usada para fines políticos, como demostró el senador Barack Obama cuando llevó más de 16 000 personas al edificio el 4 de febrero de 2008.

## Exhibition Center
El Exhibition Center consiste en un recinto para exhibiciones de 6397 m², un recinto para asambleas de 1494 m² que se puede dividir en dos salas de reuniones, más un total de siete salas de reuniones que juntas ocupan una superficie de 687 m² y dos lobbies que juntos miden 570 m². Se usa para convenciones, banquetes, reuniones y otros eventos.
El centro comercial que había cerca del Exhibition Center fue demolido en 2004 y fue reemplazado por un edificio de 36 pisos de viviendas residenciales y tiendas en la planta baja que abrió sus puertas en 2006. El 18 de diciembre de 2007 se anunció que el Hartford Civic Center sufriría un cambio de nombre. Inmediatamente después, el centro comenzó a ser conocido como el XL Center, gracias a un acuerdo de 6 años con la compañía aseguradora XL Insurance.

## Posible nueva cancha
Con el acercamiento del trigésimo aniversario del XL Center, el gobierno de Hartford estuvo considerando si debía ser cambiado para tener más utilidades. En 2006 Lawrence Gottesdiener propuso comprar los Pittsburgh Penguins y trasladarlos a una nueva pista en Hartford, pero ese esfuerzo no se materializó. Desde ese momento, el alcalde Eddie Pérez y el portavoz James Amann continuaron investigando la viabilidad de un nuevo estadio en el centro de la ciudad, llegando incluso el alcalde Eddie Pérez a hacer presupuestos para derribar el XL Center y construir en su lugar el nuevo estadio. Como el actual contrato del estadio con la aseguradora XL no acaba hasta 2013, hasta esa fecha el ayuntamiento no tiene el poder sobre el centro por lo que no puede decidir demolerlo. Pero una vez llegada esa fecha, el ayuntamiento decidirá si quiere continuar con el mismo estadio o si tiene presupuesto suficiente como para construir uno nuevo. El alcalde Eddie Pérez ya se ha reunido con los principales empresarios de Hartford para determinar los beneficios que supondría el construir un estadio nuevo. Pérez dijo que la construcción de un nuevo estadio podría traer a la ciudad sobre 1500 nuevos empleos. Sin embargo, los rumores sobre la construcción del nuevo estadio comenzaron a decaer a partir del 1 de agosto de 2007, cuando Gottesdiener no hizo la mejor oferta para trasladar los Nashville Predators a Hartford.
| Predecesor: Boston Garden Springfield Civic Center | Hogar de los New England/Hartford Whalers 1974 – 1978 1980 – 1997 | Sucesor: Springfield Civic Center Greensboro Coliseum |
| Predecesor: Madison Square Garden                  | Hogar de los New England Sea Wolves 1999 – 2000                   | Sucesor: Air Canada Centre                            |
| Predecesor: Madison Square Garden                  | Lugar de celebración del WrestleMania XI 1995                     | Sucesor: Honda Center                                 |
| Predecesor: TDB                                    | Lugar de Celebración del WWE Great Balls of Fire 2017             | Sucesor: TDB                                          |
| Predecesor: Pengrowth Saddledome                   | Hogar del NHL All-Star Game 1986                                  | Sucesor: St. Louis Arena                              |

- Datos: Q1783634
- Multimedia: XL Center / Q1783634